# الدورة الاستثنائية التاسعة لمؤتمر القمة الإسلامي 2023
الدورة الاستثنائية التاسعة للقمة الإسلامية هي مؤتمر نظمته منظمة التعاون الإسلامي (OIC) بتاريخ 18 أكتوبر 2023 في مقر الأمانة العامة بمدينة جدة بالمملكة العربية السعودية.

## خلفية
تم تنظيم القمة بشكل أساسي كردة فعل عملية طوفان الأقصى. حيثُ بدأت إيران الدعوة لعقد اجتماع طارئ لمنظمة المؤتمر الإسلامي عملية طوفان الأقصى. وفي وقت لاح، أيدت الدول الأعضاء هذه الدعوة، مما أدى إلى عقد اجتماع استثنائي. ونتيجة لذلك ، أكملت منظمة المؤتمر الإسلامي الاستعدادات اللازمة لعقد اجتماع طارئ غير عادي مفتوح العضوية على المستوى الوزاري. وكان الغرض من هذا الاجتماع هو معالجة العدوان على غزة وتدهور الحالة الإنسانية فيها.

## مناقشات
وكان الهدف الأساسي لهذا الاجتماع هو معالجة الأزمة المستمرة في غزة والمناطق المجاورة لها، مع إيلاء اهتمام خاص للظروف المتدهورة التي تعرض حياة المدنيين والاستقرار الإقليمي للخطر.

## النتائج
وحضرت الجلسة دول إسلامية مختلفة، للتعبير عن مخاوفها واتخاذ مواقف بشأن الحرب في قطاع غزة.
حثت إيران الدول الإسلامية على فرض عقوبات على إسرائيل في أعقاب الهجوم على مستشفى في غزة. وشمل ذلك المطالبة بفرض حظر على النفط، مما تسبب لفترة وجيزة في قفزة في أسعار النفط الخام. ومع ذلك، أعلنت أوبك أنه ليس لديها خطط فورية لاتخاذ إجراءات استجابة لدعوة إيران. كما دعت إيران الدول الإسلامية إلى مقاطعة إسرائيل.
وطالبت باكستان المجتمع الدولي بمحاسبة إسرائيل على جرائم الحرب. وشدد وزير الخارجية الباكستاني جليل عباس جيلاني على ضرورة اتخاذ قرارات جريئة حتى يتم إنشاء دولة فلسطينية ذات سيادة وعاصمتها القدس الشرقية.
ودعا وزير الخارجية السعودي فيصل بن فرحان آل سعود إلى رفع الحصار وإنشاء ممرات إنسانية في غزة، كما رفض التهجير القسري للفلسطينيين.
وحثت تركيا العالم الإسلامي على التحرك من أجل إقامة الدولة الفلسطينية.